# معاملة المثليين في هولندا
تتصف حقوق المثليات والمثليين ومزدوجي الميول الجنسية والمتحولين جنسياً (اختصاراً: LGBT) في هولندا بأنها من بين الأكثر تقدما في أوروبا وفي العالم. تم تشريع النشاط الجنسي المثلي في عام 1811 بعد أن قامت فرنسا بغزو البلاد وتثبيت القانون النابليوني، ومحو أي قوانين متبقية خاصة بالسدومية ولم يتم إصدار أي قوانين أخرى بعد استقلال البلاد، وتمت المساواة في السن القانونية للنشاط الجنسي عام 1971. خلال أواخر القرن العشرين، ازداد الوعي حول المثلية الجنسية وأصبح المجتمع أكثر تسامحًا مع المثليين، مما أدى في النهاية إلى رفع تصنيفها كمرض عقلي في عام 1973 وحظر التمييز على أساس التوجه الجنسي في الجيش. و قانون المساواة في الحقوق الذي تم تشريعه في عام 1994، يحظر التمييز على أساس الميول الجنسية في التوظيف، والإسكان، والإقامة العامة، وأكثر من ذلك. بعد أن بدأت البلاد بمنح الشراكات المسجلة للشركاء المثليين منذ عام 1998، أصبحت هولندا أول بلد في العالم يشرع زواج المثليين في عام 2001. كما يُسمح بتبني المثليين للأطفال. ويمكن للزوجات والشريكات المثليات كما سمح للزوجات والشريكات المثليات بالحصول على طفل الأنبوب وتقنيات التلقيح بالمساعدة الطبية وتقنيات التلقيح الإصطناعي.
أصبحت هولندا واحدة من أكثر الدول تحرراً اجتماعيا وثقافيا في العالم، مع إشارة استطلاعات الرأي الأخيرة إلى أن أكثر من 90٪ من الهولنديين يدعمون زواج المثليين. لطالما تم اختيار أمستردام كواحدة من أكثر المدن الصديقة للمثليين جنسياً في العالم، إذ تشتهر بأماكن الإقامة العديدة الخاصة بمجتمع المثليين بما في ذلك العديد من حانات المثليين، الحمامات، الفنادق، وأماكن التسوق بالإضافة إلى «بينك بوينت» (بالإنجليزية: Pink Point)‏، الذي يوفر معلومات ملائمة للهواتف الذكية والهدايا التذكارية للأقليات الجنسية، كما تشتمل على النصب التذكاري للمثليين في أمستردام الذي تم الانتهاء منه في عام 1987 وكان أول نصب تذكاري في العالم يخلد ذكرى مثليي الجنس الذين تعرضوا للاضطهاد والقتل خلال الحرب العالمية الثانية.

## قانونية النشاط الجنسي المثلي
بين 1730 و 1811، كانت السدومية تعتبر جريمة يعاقب عليها بالإعدام من قبل الجمهورية الهولندية، مما أدى إلى انتشار الذعر في جميع أنحاء هولندا واضطهاد المئات من المثليين. بعد أن قام الفرنسيون بغزو وتثبيت قانون نابليون في عام 1811، ألغيت جميع القوانين ضد النشاط الجنسي المثلي بين البالغين المتراضين في الأماكن المغلقة. بعد استقلال الهولنديين في عام 1813، لم يتم سن قوانين جديدة خاصة بالسدومية. قامت الأحزاب السياسية المسيحية بسن «المادة 248bis» من قانون العقوبات في عام 1911، الأمر الذي رفع السن القانوني بالنسبة للنشاط الجنسي المثلي إلى 21 عامًا، في حين ظل السن القانوني بالنسبة للنشاط الجنسي المغاير عند 16 عامًا. وكثيراً ما كانت القوانين التي تشير إلى الفحش العلني (وخدش الحياء العام) تستخدم ضد المثليين جنسياً.
خلال الحرب العالمية الثانية، أدخل النازيون الألمان الفقرة 175 في القانون الهولندي، الذي حظرت أي نشاط جنسي مثلي مرة أخرى. تم إلغاء القانون بعد نهاية الحرب.
خلال منتصف القرن العشرين، بدأ الأطباء النفسيون ورجال الدين الهولنديون بتخفيف النظرة السلبية النقدية حول المثلية الجنسية، وفي عام 1973، لم تعد تعتبر المثلية الجنسية كمرض عقلي. وهذا ما جعل المثليين يخدمون في الجيش. ألغيت المادة 248 مكررة في عام 1971، مما عادل بين السن القانونية للنشاط الجنسي المثلي والسن القانونية للنشاط الجنسي المغاير.

## الاعتراف القانوني بالعلاقات المثلية

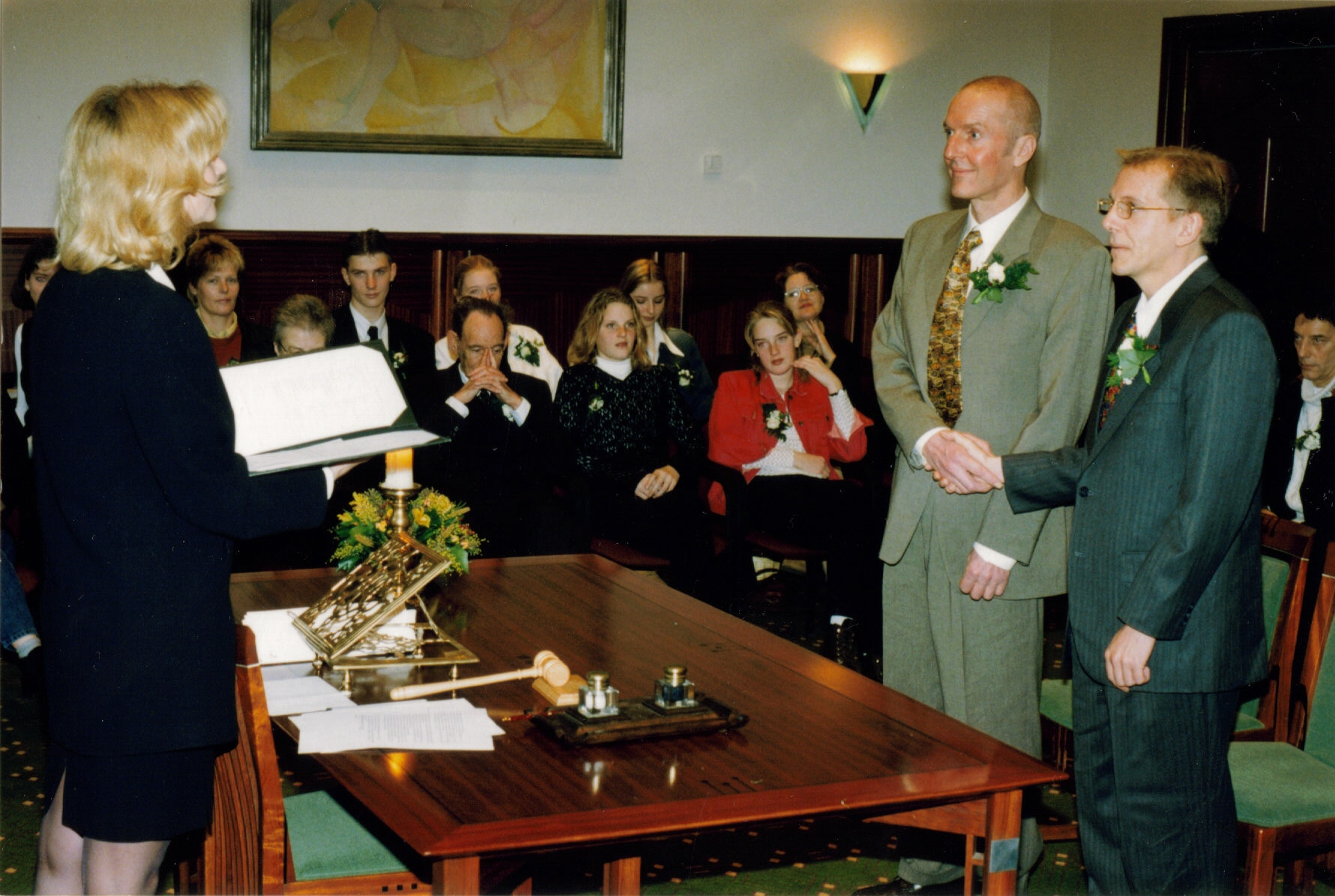
زواج رجلين في أمستردام في شهر أبريل من عام 2001، وهي المرة الأولى التي حظي فيها المثليون بفرصة الزواج

تم تقنين الشراكات المسجلة من قبل البرلمان الهولندي في 1 كانون الثاني/يناير 1998، مامنح الشركاء المثليين عديد الحقوق كبديل للزواج، وهو أمر مسموح به أيضا للشركاء المغايرين. أصبحت هولندا أول دولة في العالم تشرع زواج المثليين في عام 2001، مع دخول القانون حيز التنفيذ في 1 أبريل. وخلال ذلك اليوم، قام يوب كوهن، عمدة أمستردام، بتزويج أربعة أزواج مثليين بعد أن أصبح مسؤول تسجيل خصيصًا لإقامة حفلات الزفاف المثلية. مرر مشروع القانون مجلس النواب بأغلبية في تصويت 109 صوتا لصالحه مقابل 33 صوتًا ضد (109-33). يمكن عقد زواج المثليين أراضي هولندا الأوروبية وفي أراضي الجزر الكاريبية الهولندية، وهي بونير، سينت أوستاتيوس وسابا، ولكن لايمكن عقد زواج المثليين في أروبا، كوراساو وسينت مارتن، وهي الدول المكونة لمملكة هولندا. ونتيجة للمادة 40 من ميثاق مملكة هولندا، يجب الاعتراف بحالات زواج المثليين في أي مكان آخر في جميع أقاليم المملكة الهولندية،  ومع ذلك، لا يطلب منهم ضمان المعاملة المتساوية للأزواج المثلية الاي تمتلك برخص زواج صالحة قانونيا.
قبل عام 2014، كان يحق للموظفين المدنيين (الذين يحق لهم تسجيل الزواج) رفض تزويج الأزواج المثلية طالما أن البلدية ضمنت توفر موظفين حكوميين آخرين لعقد الزواج. في عام 2014، صدر قانون يجعل من غير القانوني لجميع المسؤولين عن تسجيل الزواج رفض خدماتهم للأزواج المثلية.

## التبنيوتنظيم الأسرة
تمت المصادقة على تبني المثليين للأطفال جنبا إلى جنب مع زواج المثليين في عام 2001، والذي يتضمن التبني المشترك وكذلك تبني أحد الشريكين للطفل البيولوجي للشريك الآخر. كما سمح البرلمان الهولندي للأزواج والشركاء المثليين بتبني الأطفال من الخارج في عام 2005. ويمكن للزوجات المثليات الحصول على علاج التلقيح الاصطناعي وأطفال الأنابيب، وكذلك حقوق الأمومة التلقائية لأطفالهن. تأجير الأرحام للأزواج من المثليين الذكور غير قانوني في هولندا، بغض النظر عن التوجه الجنسي. على الرغم من أن تأجير الأرحام اللاتجاري أمر قانوني، إلا أن هناك مستشفى واحد فقط يخدم الأزواج وهناك قواعد صارمة للغاية للحصول على العلاجات. وهذا يجعل الكثير من الأزواج يسعون للعلاج خارج هولندا. في عام 2019، بدأت عيادتا عمليات التلقيح الصناعي في هولندا تقديم خدمات تأجير الأرحام إلى الأزواج المثليين؛ واحدة في لايدردورب يساعد في تخصيب بيض الأم الحاضنة، في حين يعمل الثاني في
خيميرت- باكل مع أفراد أسرة الزوجين من أجل تطابق جيني أفضل.

## الهوية الجندرية والتعبير عنها
في ديسمبر/كانون الأول 2013، وافق البرلمان الهولندي بأغلبية ساحقة على مشروع قانون يسمح للمتحولين جنسيا بتغيير جنسهم القانوني في شهادات ميلادهم وغيرها من الوثائق الرسمية دون الخضوع للتعقيم أو إجراء جراحة إعادة تحديد الجنس. دخل القانون حيز التنفيذ في عام 2014. بالإضافة إلى ذلك، يسمح للأشخاص المتحولين جنسياً بالخدمة بشكل علني في الجيش.
منذ عام 1970، كان من الممكن القول على شهادة ميلاد «لا يمكن تحديد الجنس»، عندما يكون جنس المولود الجديد غير واضح. في 28 مايو 2018، حكمت محكمة مقاطعة ليمبورغ لصالح مواطن هولندي يرغب في الاعتراف بأنه «جنس ثالث» في شهادة ميلاده. على الرغم من أن القوانين الحالية لا تنص على إمكانية التسجيل كـ«جنس ثالث»، إلا أن القاضي قد وافق على طلب صياغة «لا يمكن تحديد الجنس». وحثت المحكمة المشرعين على توفير خيارات أكثر من صناديق «ذكر» (بالهولندية: mannetje) و«أنثى» (بالهولندية: vrouw) للإشارة إلى جنس الشخص، لأن عدم وجود خيار ثالث محايد جنسياً يشكل انتهاكاً للحياة الخاصة، وحق تقرير المصير والاستقلالية الجسدية للأشخاص ثنائيي الجنس والمتحولين جنسيا، تقوم الحكومة الهولندية حاليا بدراسة النتائج القانونية للحكم. استلم المدعي في القضية، ليون زيغرز، جواز سفر هولندي بـخانة نوع الجنس "X" في أكتوبر 2018. على الرغم من هذا، لا يوجد تشريع تم سنَّه حتى الآن، لا يزال الوضع حاليًا أمرًا على المحاكم أن تقرر ما إذا كان الفرد يجب أن يحصل على تصنيف "X" لخانة نوع الجنس.

## الحماية من التمييز

خريطة هولندا مع علم فخر المثليين

سن البرلمان الهولندي قانون المساواة في الحقوق في عام 1994، الذي يحظر التمييز على أساس التوجه الجنسي في العمل والإسكان والأماكن العامة والخاصة. يتمتع الأشخاص المتحولين جنسياً بالحماية تحت فئة «الجنس». على الرغم من أن الهوية الجندرية لم يتم ذكرها على وجه التحديد، إلا أنه كانت هناك حالات قرر فيها المعهد الهولندي لحقوق الإنسان أن الأشخاص المتحولين جنسياً يندرجون تحت هذا البند. ومع ذلك، في عام 2014، بدأت وزارة الداخلية وعلاقات المملكة باستكشاف الكيفية التي يمكن بها توضيح الحظر على التمييز القائم على الهوية الجندرية والتعبير عنها في قانون المساواة في الحقوق. تم نشر النتائج في 23 يونيو 2016. وذكر التقرير أنه على الرغم من حظر التمييز ضد الأشخاص المتحولين جنسياً، فقد أوصى بفرض حظر صريح في قانون المساواة في الحقوق. كما أوصى التقرير بمنع التمييز ضد الأشخاص ثنائيي الجنس. في 16 كانون الثاني/يناير 2017، أصدرت الأحزاب السياسية الديمقراطيون 66 (D66) وهولندا (PvdA) وحزب اليسار الأخضر (GL) مشروع قانون لتعديل قانون المساواة في الحقوق. سيضيف مشروع القانون صراحة الخصائص الجندرية والهوية الجندرية والتعبير عنها إلى قائمة أسباب مناهضة التمييز. وافق مجلس النواب على مشروع القانون في تصويت 127 صوتا لصالحه مقابل 23 صوتا ضده (127-23) في 3 تموز/يوليو 2018، وسيتم الآن النظر فيه من قبل مجلس الشيوخ في 5 مارس 2019. بالإضافة إلى ذلك، تم إقرار اقتراح في تصويت 123 صوتا لصالحه مقابل 27 صوتا ضده (123-27) الذي طلب من الحكومة التحقيق فيما إذا كان من الممكن قانونًا استبدال مصطلح «التوجه الجنسي المغاير أو التوجه الجنسي المثلي» بمصطلح «التوجه الجنسي» ليشمل جميع التوجهات، بما في ذلك الأشخاص من ذوي ازدواجية التوجه الجنسي والميول الاجنسية.
في الآونة الأخيرة، تم إصلاح ثغرة في قانون المساواة في الحقوق. في السابق، كان من غير المسموح للمدارس الدينية التي تمولها الحكومة أن تطرد أو تحرم المعلمين من التعليم بسبب "الحقيقة الفردية" للتوجه الجنسي لشخص ما. ومع ذلك، فقد فسرت بعض المدارس هذا، أنهم بإمكانهم طرد المعلم بسبب السلوكيات خارج المنشأة التي تعارض تعاليم المدرسة. أدى ذلك إلى طرد مدرس في عام 2005 لكونه في علاقة مثلية. كان يطلق على هذا القانون اسم "تحديد "الحقيقة الواحدة" (بالهولندية: enkelefeitconstructie). تمت نناقشة مشروع قانون يزيل قاعدة "الحقيقة الواحدة" ويضمن عدم طرد الطلاب والمعلمين من المثليين بسبب توجههم الجنسي في البرلمان عام 2014. في 27 مايو 2014، تمت الموافقة على من قبل الغالبية العظمى من مجلس النواب الهولندي في تصويت 141 صوتا لصالحه مقابل 9 أصوات ضده (141-9) وفي 10 مارس 2015 وافق مجلس الشيوخ الهولندي على مشروع القانون في تصويت 72 صوتا لصالحه مقابل 3 أصوات ضده (72-3). دخل مشروع القانون حيز التنفيذ في 1 يوليو 2015.

## علاج التحويل
المنظمات التي تقدم علاج التحويل في هولندا ليست مؤهلة للحصول على الدعم. بالإضافة إلى ذلك، منذ يونيو 2012، تم حظر علاج التحويل من تغطية التأمين الصحي.

## التبرع بالدم
في هولندا، كما هو الحال في العديد من البلدان الأخرى، لم يُسمح في السابق للرجال الذين يمارسون الجنس مع الرجال (MSM) بالتبرع بالدم. يميل الأشخاص الذين يمارسون الجنس مع الرجال في البلدان المتقدمة إلى أن يكون لديهم معدل مرتفع نسبياً للإصابة بفيروس نقص المناعة البشرية/الإيدز، لذا تم فرض حظر شامل حتى عام 2015. في أبريل 2012، صوت مجلس النواب على اقتراح من شأنه أن يجعل وضع حد لهذا الحظر ويجعل السلوك الجنسي الخطر معايير للسماح أو عدم بالتبرع بالدم؛ ردا على ذلك طلبت الحكومة من بنك الدم «سانكوين» وجامعة ماستريخت للتحقيق فيما إذا كان ينبغي السماح للرجال الذين يمارسون الجنس مع الرجال بالتبرع بالدم. أظهر التقرير المقدم في 6 مارس 2015 وجود أسس علمية طبية لتعديل سياسات اختيار المانحين من الرجال الذين يمارسون الجنس مع رجال آخرين. كان هذا ردا على الحجة الرئيسية لمخاطر السلامة. وفي 28 تشرين الأول/ أكتوبر 2015، أعلن وزير الصحة والرعاية الاجتماعية والرياضة أن فترة تأجيل من عدم ممارسة الجنس الشرجي لمدة 12 شهراً ستحل محل الحظر الذي كان معمولا به.

## الرأي العام
ووفقًا لاستطلاع أجري من قبل «إيفوب» في مايو 2013، أشار إلى أن 85% من السكان الهولنديين يؤيدون زواج وتبني المثليين للأطفال. أشار استطلاع أجراه الاتحاد الأوروبي في عام 2015 أن 91% من الهولنديين يؤيدون زواج المثليين، وهو أكبر قدر من الدعم خلال تلك الفترة.
وتشير آخر الإستطلاعات أن أكثر من 90% من الأصول الهولندية ترى المثلية الجنسية أخلاقية، بينما يميل أغلب المواطنين في الأراضي الكاريبية بالمملكة إلى أن يكونوا متدينون، مما يؤدي إلى معارضة أكبر لزواج المثليين مقارنة بالأراضي الأوروبية لهولندا.
وتشير آخر الإستطلاعات أن أكثر من 90% من الهولنديين يرون بأن المثلية الجنسية أخلاقية، بينما يؤيد ذلك 30% فقط من الأتراك الهولنديون و25% فقط من المغاربة الهولندين.

## ظروف الحياة

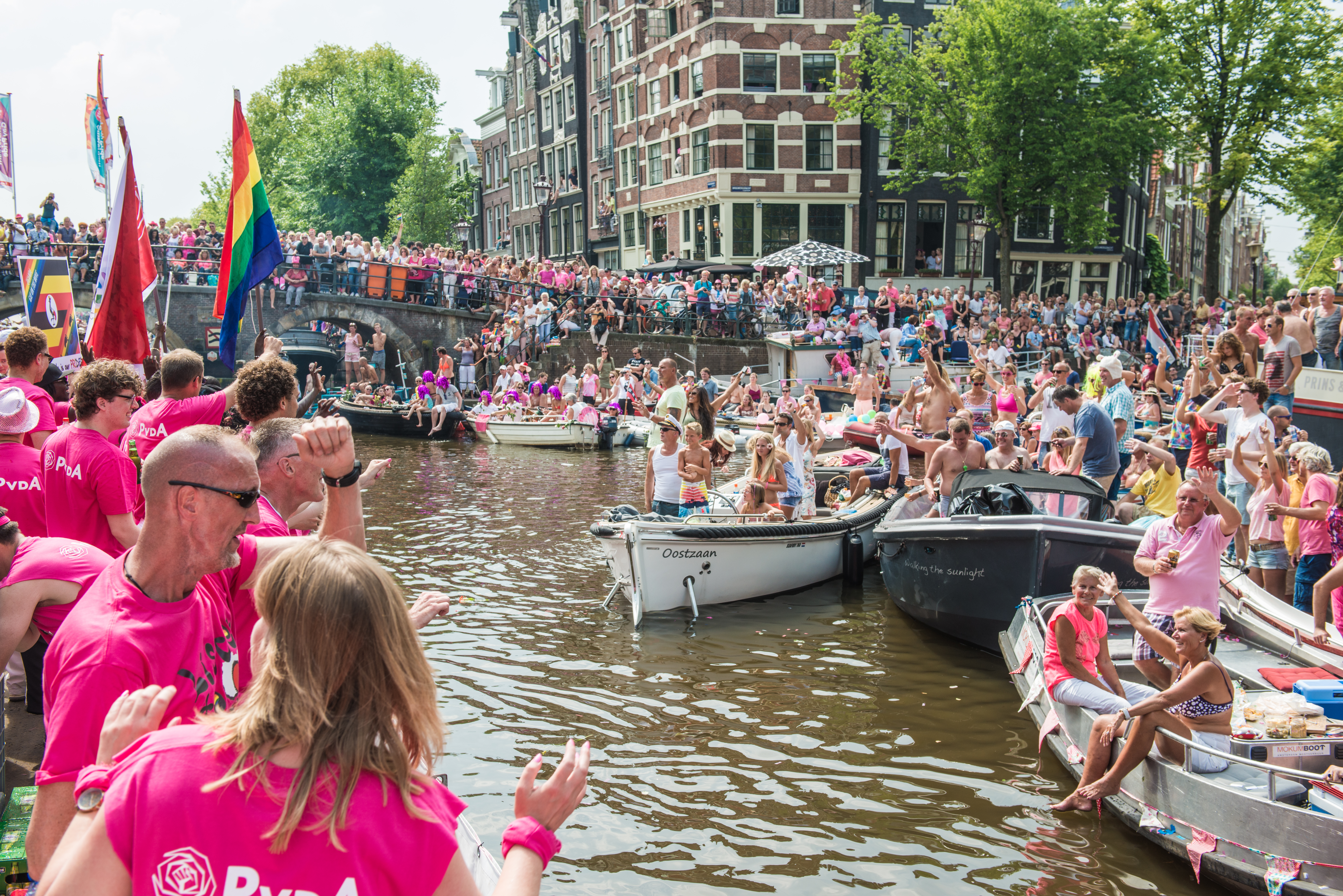
مسيرة فخر أمستردام للمثليين في عام 2014

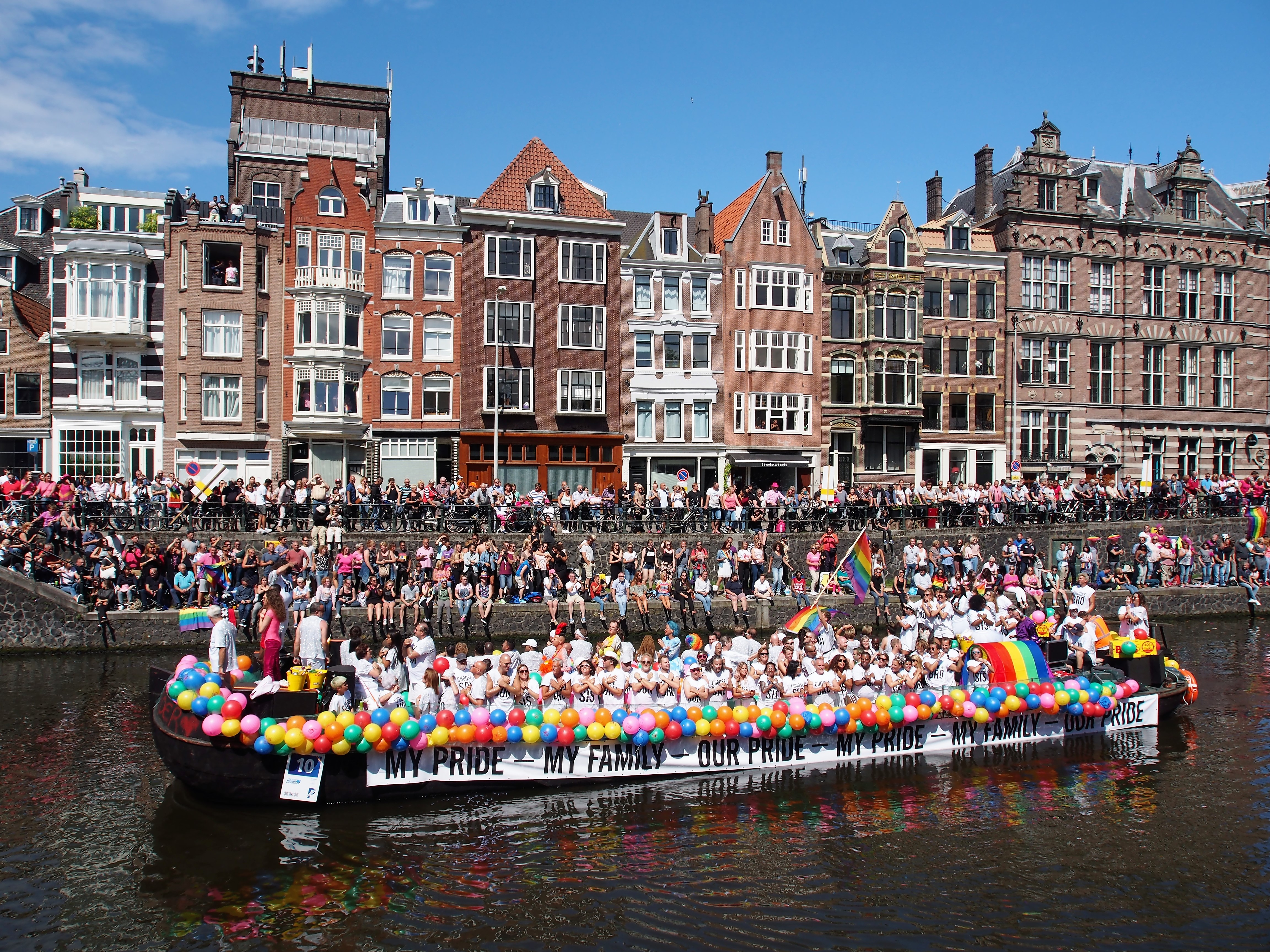
مسيرة فخر أمستردام للمثليين تجذب مئات آلاف الناس كل عام. وهي تشتمل على عرض قوارب، كما يظهر هنا عام 2017.

غالباً ما يشار إلى هولندا كواحدة من أكثر الدول الصديقة للمثليين جنسياً في العالم، بسبب اعتمادها المبكر لتشريع حقوق المثليين ومشاعر التسامح. وقد أشير إلى أمستردام باعتبارها واحدة من أكثر المدن الصديقة للمثليين جنسياً في العالم من خلال المنشورات مثل ذي إندبندنت،  ويعقد مهرجان فخر أمستردام للمثليين سنويا منذ عام 1996. المهرجان يجذب عدة مئات آلاف الزوار سنويا، وبالتالي يعتبر واحدا من أكبر الأحداث السنوية التي تعقد علنا في هولندا. كما كانت أمستردام المدينة المستضيفة لـيوروبرايد مرتين، في عام 1994 و 2016، وقد جذب هذا الأخير أكثر من 560,000 زائر. إلى جانب أمستردام، هناك أيضًا مشاهد مرئية مرموقة في روتردام، كيركراده، أوتريخت، لاهاي وشيفينينغن،  مع العديد من الحانات وحمامات الساونا والنوادي التي تلبي احتياجات العملاء المثليين.
أظهر مسح أجري عام 2013 أن 93% من الهولنديين يعتقدون أن المثليين يجب أن يعيشوا حياتهم كما يحلو لهم، مع اعتقاد 4% فقط أنه يجب رفض المثلية الجنسية. كما وجدت استطلاعات الرأي الأخيرة مستويات عالية من القبول العام والمجتمعي للأشخاص المثليين والمثليات ومزدوجي التوجه الجنسي والمتحولين جنسيا، مما جعل العديد من الناس يعتبرون هولندا واحدة من أكثر البلدان الصديقة للمثليين جنسيا في العالم. وفقا لتقرير عام 2016 من المعهد الهولندي للبحوث الاجتماعية، فإن معظم الهولنديين لديهم موقف إيجابي تجاه المثلية الجنسية. فقط 7% من الهولنديين ينظرون إلى المثلية الجنسية وازدواجية التوجه الجنسي و 10% ينظرون إلى الأشخاص المتحولين جنسياً بشكل سلبي. ومع ذلك، كان 3.8% من المثلييين والمثليات جنسيا ضحايا العنف، مقارنة مع 2.4% من المغايرين جنسياً. وصرح 32% من المجيبين بأنهم سيشعرون بالإساءة عند رؤية رجلين يقبلان بعضهما البعض و 23% عند رؤية امرأتين تقبلان بعضهما البعض (و 12% عند رؤية رجل وامرأءة يقبلان بعضهما البعض).
في أبريل 2017، تعرض زوجان مثليان لهجوم من قبل مجموعة من الشباب المغارية في مدينة آرنم. بعد الهجوم، أظهر العديد من السياسيين وضباط الشرطة والكهنة وغيرهم الكثير معارضتهم للعنف ضد المثليين عن طريق مسك الأيادي في الشارع. حدث تم القيام به أيضا في بلدان أخر، كالمملكة المتحدة والولايات المتحدة وأستراليا.
وقع حوالي 400 إلى 600 هجوم ضد مجتمع المثليين بين عامي 2011 و 2017، وفقًا لجمعية سي أو سي نيدرلاند للدفاع عن حقوق المثليين.

## ملخص
| قانونية النشاط الجنسي المثلي                                                             | (منذ عام 1812)                                                                                   |
| المساواة في السن القانوني للنشاط الجنسي                                                  | (منذ عام 1971)                                                                                   |
| قوانين مكافحة التمييز في التوظيف                                                         | (منذ عام 1994)                                                                                   |
| قوانين مكافحة التمييز في توفير السلع والخدمات                                            | (منذ عام 1994)                                                                                   |
| قوانين مكافحة التمييز في جميع المجالات الأخرى (تتضمن التمييز غير المباشر، خطاب الكراهية) | (منذ عام 1994)                                                                                   |
| قوانين مكافحة أشكال التمييز المعنية بالهوية الجندرية                                     | (منذ عام 1994)                                                                                   |
| زواج المثليين                                                                            | (منذ عام 2001)؛ أول بلد يقوم بتشريعه في العالم                                                   |
| الاعتراف القانوني بالعلاقات المثلية                                                      | الشراكات المسجلة (منذ عام 1998)                                                                  |
| تبني أحد الشريكين للطفل البيولوجي للشريك الآخر                                           | (منذ عام 2001)                                                                                   |
| التبني المشترك للأزواج المثليين                                                          | (منذ عام 2001)                                                                                   |
| يسمح للمثليين والمثليات الخدمة علناً في القوات المسلحة                                    | (منذ عام 1973)                                                                                   |
| الحق بتغيير الجنس القانوني                                                               | (منذ عام 1985، بدون جراحة منذ 2014)                                                              |
| الاعتراف بالجنس الثالث                                                                   | (منذ 2018؛ ك"لا يمكن تحديد الجنس")                                                               |
| علاج التحويل محظور على القاصرين                                                          | / (انظر علاج التحويل                                                                             |
| الحصول على أطفال أنابيب للمثليات                                                         | (منذ عام 2003)                                                                                   |
| الأمومة التلقائية للطفل بعد الولادة                                                      | فقط في حالة كون المتبرع بالحيوانات المنوية للزوجات أو الشريكات المثليات مجهولا                   |
| تأجير الأرحام التجاري للأزواج المثليين من الذكور                                         | (محظور على جميع الأزواج بغض النظر عن التوجه الجنسي)                                              |
| السماح للرجال الذين مارسوا الجنس الشرجي بالتبرع بالدم                                    | / (منذ عام 2017: فترة تأجيلية بعد سنة واحدة من عدم ممارسة الجنس؛ خلايا الدم فقط، لا بلازما الدم) |